# Poranthera corymbosa
Poranthera corymbosa là một loài thực vật có hoa trong họ Diệp hạ châu. Loài này được Brongn. miêu tả khoa học đầu tiên năm 1829.